# 穆欣斯基村委员会
穆欣斯基村委员会（俄语：Мухинский сельсовет）是俄罗斯联邦阿穆尔州十月区所属的一个村委员会。其下辖有2个居民点，行政中心为穆欣斯基。据2016年统计，该村委员会的人口为688人。